# 2931 Mayakovsky
2931 Mayakovsky eller 1969 UC är en asteroid i huvudbältet som upptäcktes den 16 oktober 1969 av den ryska astronomen Ljudmila Tjernych vid Krims astrofysiska observatorium på Krim. Den har fått sitt namn efter den ryske författaren Vladimir Majakovskij.
Asteroiden har en diameter på ungefär 11 kilometer och den tillhör asteroidgruppen Koronis.